# مسجد سنگی و چهارطاقی ایج
مسجد سنگی و چهارطاقی ایج مربوط به دوره ساسانیان است و در شهرستان استهبان، روستای ایج واقع شده و این اثر در تاریخ ۵ دی ۱۳۵۲ با شمارهٔ ثبت ۹۵۷ به‌عنوان یکی از آثار ملی ایران به ثبت رسیده است.

## درباره چهارطاقی ایچ
مسجد سنگی در تنگه‌ای موسوم به «تنگ بدره» که در اصطلاح محلی «چهل برکه» نیز خوانده می‌شود، واقع شده است.این بنا در واقع آتشکده ای متعلق به دوران ساسانیان می باشد که در قرن پنجم و در زمان ملوک شبانکاره با ساخت محرابی در دیواره جنوبی به مسجد تبدیل شده است.بعدا در زمان سلطان‌الدوله دیلمی کتیبه ای به خط نسخ قرآنی بر دیوار این محراب به این مضمون نوشته شده :
« به کوشش امیر دربان که سرزنش شده است » 